# Angry German Kid
Angry German Kid (с англ. — «Злой немецкий ребёнок», также известное как Keyboard Crasher, Unreal Tournament Kid, AGK или PC Spielen) — вирусное видео, обрётшее популярность в 2006 году. По сюжету немецкий подросток Норман Кохановски (Norman Kochanowski, также известный под ником «Slikk») в образе «Реального Гангстера» пытается сыграть в Unreal Tournament, но сталкивается с различными проблемами, например, долгой загрузкой, из-за которых впадает в ярость и кричит, а также в отдельных моментах бьёт по клавиатуре. Business Wire поставило ролик на второе место из десяти в списке «Лучших интернет-видео года», а уже в 2007 году «Гардиан» разместил его на третьем месте среди своего Viral Video Chart.
Angry German Kid считается ярким примером видео из интернета нулевых и изучается в контексте психологии пользователей компьютера.

## Создание и описание
С тех пор, как автору подарили портативную видеокамеру на его 13-й день рожденья, Кохановски экспериментировал с ней и записывал различные видео. Свои ролики он выкладывал на разнообразные форумы или видеохостинги или просто передавал друзьям на компакт-дисках, а с 2005 года начал загружать их на YouTube. Для своих первых видео он придумал пародийный образ «Реального Гангстера» (нем. Echter Gangster), так он хотел пошутить над популярным тогда хип-хопом. В том же 2005 году Кохановски записал Echter Gangster 5: Pc spielen, в котором он изображает геймера, впадающего в истерику, из-за того, что видеоигра загружается слишком медленно. В нём нарастает гнев, он кричит на компьютер и бьёт по клавиатуре, ведь ему хочется «поиграть в Unreal Tournament!» (Unreal Tournament Spielen!). В 2006 году видео стало вирусным под различными названиями: в англоязычном интернете как Angry German Kid, в немецкоязычном как Unreal Tournament Kid, в японоязычном как Keyboard Crasher, в испаноязычном как El Niño Loco Alemán.

## Неверное использование
Шуточное видео было ошибочно или намеренно использовано в нескольких материалах о вреде компьютерных игр или интернет-зависимости.
В Германии после вооружённого нападения учащихся на школу в Эмсдеттене в ноябре 2006 года в общественности встал вопрос о вреде компьютерных игр. Unreal Tournament была одной из игр, которую СМИ называли «убийственной». Немецкая телекомпания Focus TV в своём репортаже, вышедшем всего через несколько дней после трагедии, использовала Angry German Kid для того, чтобы обвинить видеоигры в том, что они делают детей и подростков агрессивными. После видео шёл комментарий, по которому на видео якобы запечатлён человек по имени «Леопольд», а сам ролик — подлинная запись, которую снял его отец, а также то, что после видео «Леопольд» пребывает в учреждении здравоохранения, в которое он попал из-за своей зависимости. Репортаж был сильно раскритикован в игровой прессе, которая указывала на то, что было известно, что запись постановочная.
Японская передача Jouhou 7 Days News Caster использовала часть Angry German Kid в своём материале о вреде интернет-зависимости. Появление отрывка в такой программе вызвало волну обсуждения на форумах и в Твиттере. Одни японские пользователи были просто удивлены или развеселены использованием фрагмента, другие писали о том, что этим передача создаёт впечатление несерьёзности этой проблемы, приравнивает её к безумию; третьи подметили, что в последнее время в мейнстримных медиа всё чаще говорится об интернет-зависимости, но нет упоминаний о, например, зависимости от телевидения.

## Влияние на личную жизнь
Из-за широкого распространения видео и его появлении в репортаже Focus TV Кохановски подвергался травле в интернете и со стороны одноклассников. На сайте Hodenmumps.net, на котором в том числе он выкладывал свои видео, парень пытался объяснить, что он не психопат, а просто хорошо сыграл роль; тогда ему было уже 16. Автор видео утверждает, что в какой-то момент сошёл с ума и начал угрожать одноклассникам, а также, будучи пьяным, заявил, что, возможно, совершит серийное убийство, в результате чего был исключён из школы и попал в колонию на месяц, а после отбытия наказания ему было трудно найти работу.
В 2015 году Кохановски стал выкладывать свои видео на новом канале под названием Cochan91. Они посвящены его физическим тренировкам и никак не связаны с его предыдущей деятельностью. Когда Кохановски узнали, он изначально никак не отвечал на вопросы об Angry German Kid или других его видео, но с осени 2017 года начал выпускать новые и перевыпускать свои старые треки под псевдонимом Hercules Beatz, а также опубликовал дисс, в котором он говорит о событиях, связанных с публикацией Angry German Kid. В 2018 году он начал публиковать рэп-композиции.